# Bom Sucesso (Paraíba)
Bom Sucesso is een gemeente in de Braziliaanse deelstaat Paraíba. De gemeente telt 5296 inwoners (schatting 2009).